# Algemene Overeenkomst betreffende tarieven en handel
De Algemene Overeenkomst betreffende tarieven en handel of General Agreement on Tariffs and Trade (GATT) is een internationaal handelsverdrag en de informele organisatie daaromheen. Kort na de Tweede Wereldoorlog werd besloten tot een verdrag ter bevordering van vrije handel tussen de deelnemende landen door het verlagen en vereenvoudigen van invoerheffingen en op 30 oktober 1947 werd het verdrag ondertekend. In eerste instantie was voorzien in een Internationale Handelsorganisatie (ITO), maar doordat de Verenigde Staten uiteindelijk afzagen van ratificatie, werd de ITO nooit opgericht en fungeerde de GATT lange tijd als minder ambitieus alternatief.  
In verschillende GATT-rondes werden de afspraken keer op keer aangevuld en aangepast. Aangezien de nodige formaliteiten nooit hadden plaatsgevonden, kon geen samenwerkingsovereenkomst met de Verenigde Naties worden gesloten. Pas in 1995 met de Uruguay-ronde werd met de Wereldhandelsorganisatie (WTO) een formele organisatie opgericht, waar GATT onderdeel van werd.
Vanaf 1947 werden tijdens meerdere rondes de douanerechten omlaag gebracht, werden andere handelsbelemmeringen verwijderd en werden maatregelen genomen tegen dumping. Hoewel veel genoemd wordt dat het gemiddelde tariefniveau in 1947 op 40% lag, is het waarschijnlijker dat dit tussen de 20 en 30% lag. Daarbinnen is ook nog een onderscheid te maken tussen landen die al vroeg lage tarieven hadden, zoals Denemarken, Noorwegen, Zweden en de Benelux en landen die in de begintijd nog hoge tarieven hadden, zoals Frankrijk, Italië, Portugal en het Verenigd Koninkrijk. Tussen 1967 en 1972 daalde het gemiddelde tarief met 35%. Na de Uruguay-ronde in 1995 lagen de tarieven op gemiddeld 5%.:206-207

## Werkwijze
In de GATT-overeenkomst zijn een aantal spelregels opgenomen op het gebied van de handelspolitiek en verder vormde zij het platform voor periodieke algemene handelsbesprekingen waar vooral concessies met betrekking tot de verlaging van invoerheffingen werden uitgewisseld. 

### GATT-basisprincipes
De basisfilosofie van de GATT is allereerst dat er gestreefd moet worden naar een stroomlijning en geleidelijke afbraak van de diverse naoorlogse handelsbelemmerende praktijken en wel op basis van een drietal principes:
1. Non-discriminatie-principe – de regels gelden voor alle landen
2. Transparantieprincipe
3. Wederkerigheidsprincipe

## Resultaten
| Ronde   | Periode | Landen  | Gewogen tariefvermindering | Weging gebaseerd op | Resultaat |
| ------- | ------- | ------- | -------------------------- | ------------------- | --- |
| Genève  | 1947    | 23      | -26%                       | 1939                | Concessies op 15.000 tariefartikelen                                                                                        |
| Annecy  | 1949    | 33      | -3%                        | 1947                | 5000 tariefconcessies |
| Torquay | 1950-51 | 34      | -4%                        | 1949                | 8700 tariefconcessies |
| Genève  | 1955-56 | 22      | -3%                        | 1954                | Enkele concessies |
| Dillon  | 1961-62 | 45      | -4%                        | 1960                | 4400 tariefconcessies |
| Kennedy | 1964-67 | 48      | -38%                       | 1964                | 33.000 gebonden tarieven, anti-dumpingrechten                                                                               |
| Tokio   | 1973-79 | 99      | -33%                       | 1977 (of 1976)      | Vrijwillige gedragscode voor niet-tarifaire belemmeringen, afgezien van een vrijwaringsclausule                             |
| Uruguay | 1986-94 | 103-117 | -38%                       | 1988 (of 1989)      | Overeenkomst inzake de landbouw, Overeenkomst inzake textiel en kleding, GATS, TRIPs en oprichting Wereldhandelsorganisatie |

Een nieuwe serie onderhandelingen werd een ronde genoemd. In alle ronden werd een verdrag bereikt dat de ondertekenaars hoofdzakelijk tot de verlaging van invoerheffingen verplicht. Vaak bevatten de akkoorden vele uitzonderingen voor bepaalde producten en landen. 
Tijdens de eerste vijf ronden werd weinig vooruitgang gerealiseerd en werd gesproken over individuele producten. Bij de Kennedy-ronde, de zesde, werden de invoerrechten voor alle producten met eenzelfde percentage verlaagd. Hierbij streefde men naar een reductie van 50% op industriële producten. Tussen 1967 en 1972 daalde het tarief met 35%, niet helemaal het gewenste resultaat, maar desondanks was dit de grootste sprong voorwaarts die binnen het GATT werd bereikt. De onderhandelingen voor landbouwproducten waren in het algemeen moeilijk en ook in de Kennedy-ronde werd hier nauwelijks vooruitgang gemaakt.
Het doel voor de Tokioronde was een vermindering van de invoerrechten en niet-tarifaire belemmeringen voor industriële producten en landbouwproducten. Speciale aandacht ging verder uit naar de producten en grondstoffen die voor ontwikkelingslanden van belang waren. Ontwikkelingslanden waren teleurgesteld over het gebrek aan aandacht voor hun problemen tijdens de GATT-ronden en onder druk van deze landen is United Nations Conference on Trade and Development (UNCTAD) opgericht.

### Aanloop

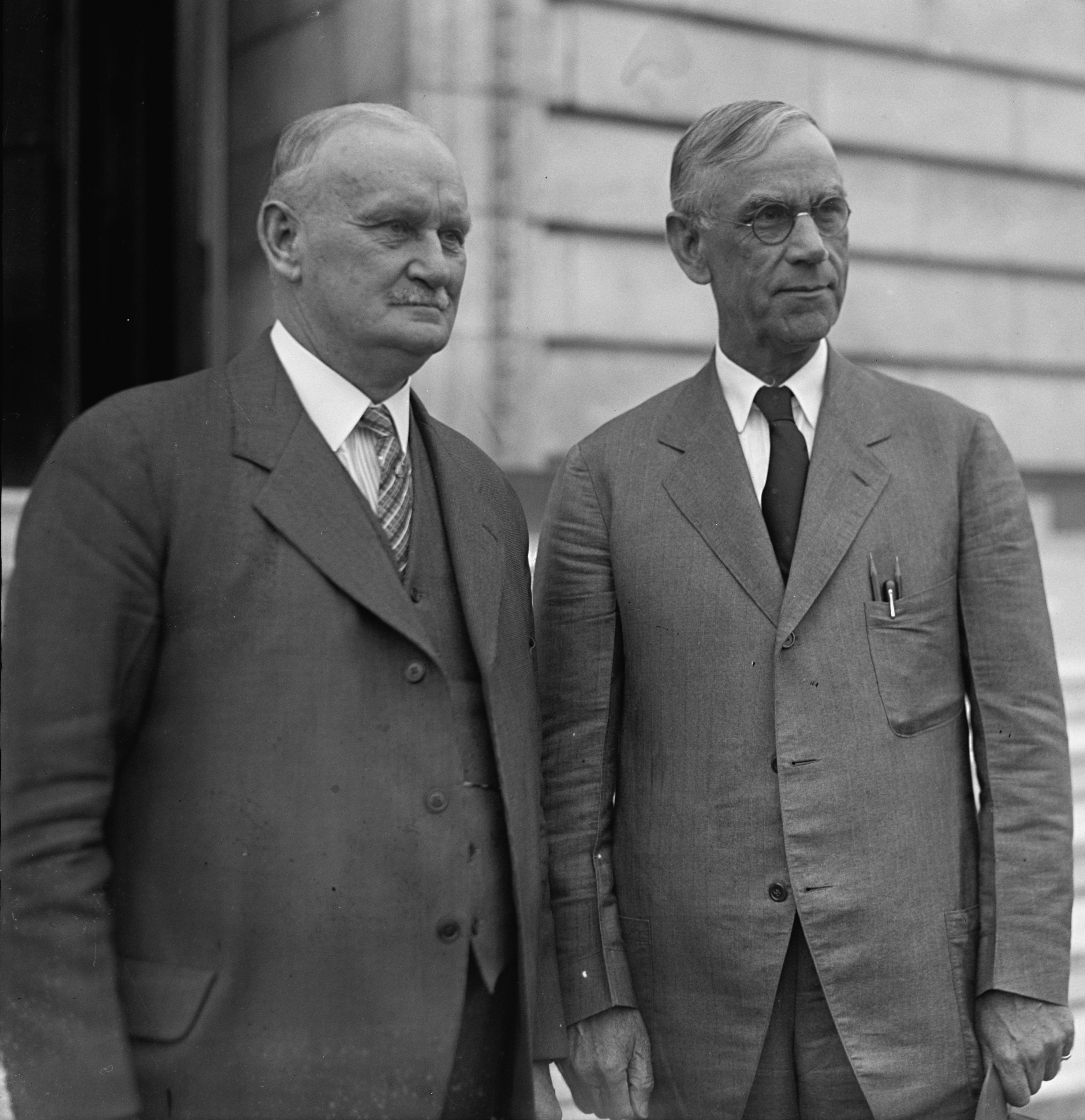
Hawley en Smoot in 1929

Na de Tweede Wereldoorlog was de Verenigde Staten niet alleen de grootste militaire en economische macht, het was anders dan na de Eerste Wereldoorlog ook bereid om de politieke leiding te nemen. Een terugval naar het protectionisme volgend op de crisis van de jaren 1930 moest voorkomen worden. Zo had de Smoot–Hawley-tariefwet die crisis alleen maar versterkt doordat als reactie op deze beggar-thy-neighbour-politiek ook de tarieven verhoogden. Naar schatting daalde de reële internationale handel tussen 1929 en 1932 zo'n 33%, waarvan 14% door het dalende bruto nationaal product (bnp) in elk land, 8% door tariefverhogingen, 5% vanwege door deflatie veroorzaakte tariefverhogingen en 6% vanwege het opleggen van niet-tarifaire belemmeringen. In 1934 werd dan ook de Reciprocal Trade Agreements Act (RTAA) aangenomen waarmee de Verenigde Staten tussen 1934 en 1939 met 17 landen tot bilaterale overeenkomsten kwam met lagere tarieven. Aangezien deze overeenkomsten werden afgesloten volgens het principe van de meest begunstigde natie (MBN, of most favoured nation, MFN), golden deze tarieven direct voor alle landen.
Internationale handel was dan ook een belangrijk onderdeel van het systeem van Bretton Woods. De aanzet daartoe was al gegeven in het vierde punt uit het Atlantisch Handvest van 1941 tussen Verenigd Koninkrijk en de Verenigde Staten van Amerika:
[...] to further the enjoyment by all states, great or small, victor or vanquished, of access, on equal terms, to the trade and to the raw materials of the world which are needed for their economic prosperity

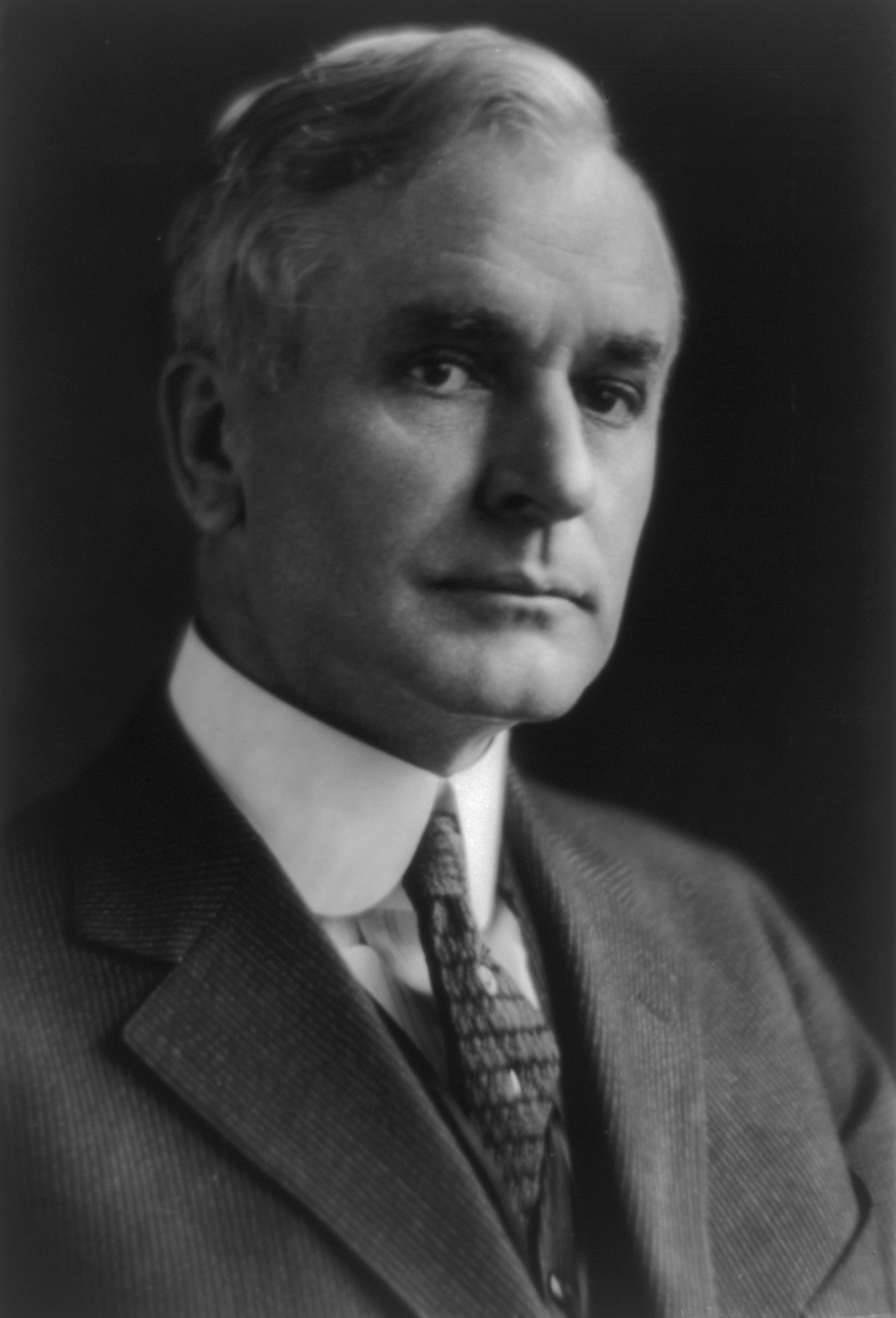
Cordell Hull, door president Roosevelt de vader van de Verenigde Naties genoemd

Daarmee verschilde deze benadering van die van de Geallieerde Economische Conferentie uit 1916 waarin de toenmalige geallieerden afspraken maakten om de Centrale mogendheden tijdens en na de oorlog te dwarsbomen, daarmee definitief een einde makend aan het liberale tijdperk. De Amerikaanse president Wilson voorzag dat de Verenigde Staten, op dat moment nog geen partij in de Groote Oorlog, buiten alle markten gehouden zouden worden waar de Britten domineerden en maakte – in afwijking van het Amerikaanse systeem van Henry Clay – bezwaar tegen economische discriminatie tegen welke staat dan ook en het vervangen van een militaire oorlog door een economische oorlog met daarbij het risico van een blijvende Europese fragmentatie en een volgende oorlog. De Amerikaanse minister van Buitenlandse Zaken Cordell Hull keerde zich dan ook sterk tegen isolerende maatregelen als het Morgenthau-plan en zag sinds 1916 een ongestoorde internationale handel als recept voor vrede:
From then on, to me unhampered trade dovetailed with peace; high tariffs, trade barriers, and unfair economic competition, with war.
Afgezien van de Eerste Wereldoorlog hadden de Britten weliswaar sinds de tweede helft van de negentiende eeuw steeds meer de vrijhandel voorgestaan en onder meer de Graanwetten afgeschaft, maar in 1932 werden de Ottawa-overeenkomsten afgesloten waarbij de voorkeur werd gegeven aan preferentiële handel met hun Gemenebest. Na het verlaten van de goudstandaard verbonden deze landen hun munt aan de pond sterling en vormden het sterlinggebied. Die verschillen bleken ook in het Atlantisch Handvest. De Amerikanen zagen een open wereld voor zich, terwijl de Britten vasthielden aan de preferentiële handel en de mogelijkheid om tijdelijk invoerbarrières in te voeren. In een voorstel voor wat de Havana Charter for an International Trade Organization zou worden, werd een uitzondering gemaakt voor handelsbelemmeringen toe te staan in geval van problemen met de betalingsbalans of zelfs valutacrisis en voor bestaande preferentiële tarieven, al bleef de intentie om deze af te bouwen. Uiteindelijk werd het Havana Charter getekend door 53 landen, maar een meerderheid in het Amerikaans Congres was tegen. Er zouden te veel niet-handelgerelateerde zaken instaan en te weinig bescherming zijn voor buitenlandse investeringen. Bij uitblijven een internationale handelsorganisatie werd de aanzet gegeven voor een voorlopige overeenkomst en werd dan ook niet gesproken over lidstaten, maar over contracting parties.:179-180
De Amerikaanse heffingen behoorden in 1947 tot de hoogste van de geïndustrialiseerde landen, zelfs na de verlagingen van 1934-39 en de sterke inflatie tijdens de oorlog. Europese landen hadden veel niet-tarifaire belemmeringen (NTB's) en probeerden de internationale transacties te beheren om voldoende dollarreserves te behouden.:179-180, 201-202

### De beginjaren

#### Genèveronde (1947)

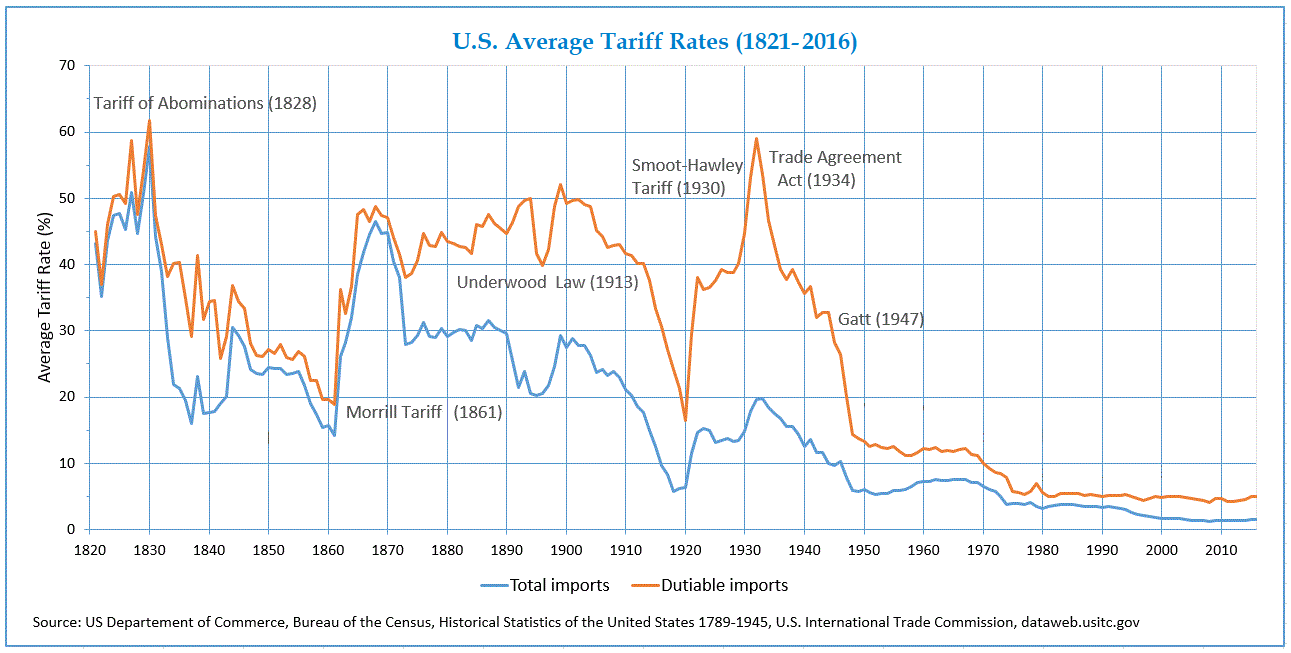
Gemiddelde Amerikaanse tarieven vanaf 1821

Hoewel de Economische en Sociale Raad van de Verenigde Naties (ECOSOC) niet de bevoegdheid had om over tarieven te onderhandelen, werd dit op voorstel van de Verenigde Staten in 1946 wel ingebracht tijdens de preliminaire Conferentie van Londen. De Verenigde Staten maakten haast, omdat de verlenging van de RTAA halverwege 1948 afliep en daarmee de autoriteit van de president om over tarieven te onderhandelen. Een verlaging van de tarieven moest de weg plaveien om ook niet-tarifaire belemmeringen aan te pakken, waarvoor de president juist nog geen autoriteit had. Volgens de RTAA moesten de afspraken wederkerig zijn en gold de principal supplier-regel waarbij het land dat als hoofdleverancier van een zeker artikel gold, de eerste onderhandelaar was. Hiermee moest voorkomen worden dat het MFN-principe zou leiden tot free-rider-gedrag bij enkele landen. Door dit principe werden het bilaterale onderhandelingen die telkens individuele artikelen betroffen. Nadat twee landen een akkoord hadden bereikt, gold dit volgens het MFN-principe voor alle leden. Om lagere tarieven te stimuleren, konden partijen wel vragen naar de voortgang in andere onderhandelingen. Wel was het principal supplier-principe een nadeel voor landen die niet de voornaamste leverancier waren van een product dat wel belangrijk was voor hun economie. Landen met al lage tarieven zouden daardoor minder onderhandelingsmacht hebben, daarom werd het binden van lage tarieven als equivalent gezien aan het verlagen van hoge tarieven. Daarna volgden in 1947 de Conferentie van Lake Success en Conferentie van Genève waar de voorbereidingen moesten worden afgerond om tijdens de Conferentie van Havana in 1947-48 de ITO op te kunnen richten. Japan en Duitsland ontbraken, aangezien deze na de oorlog hun soevereiniteit nog niet terug hadden gekregen. De Sovjet-Unie had de uitnodiging afgeslagen.
Er namen 23 partijen deel aan deze eerste ronde, waarvan 12 ontwikkelingslanden, al beschouwde Zuid-Afrika zichzelf niet zo tot na de Uruguayronde. Een deel van die ontwikkelingslanden was op dat moment echter nog een kolonie en deed niet zelf de onderhandelingen. Zo deed het Verenigd Koninkrijk de onderhandelingen voor Birma, Ceylon en Zuid-Rhodesië. India onderhandelde ook voor Pakistan. Daarnaast pasten Nederland, België, Portugal, Spanje en de Verenigde Staten hun tarieven zonder uitzondering toe in hun koloniën. Het Verenigd Koninkrijk maakte een uitzondering voor Jamaica en Frankrijk voor Marokko. Toetreding bij de GATT werd voor de op die manier deelnemende koloniën makkelijker na hun onafhankelijkheid.
In deze ronde werden 123 overeenkomsten gesloten waarvan gesteld werden dat deze betrekking hadden op zo'n 45.000 tariefartikelen en ruim de helft van de wereldhandel. Hoewel door gebruik van vele verschillende benaderingen een gedetailleerde analyse onmogelijk is gebleken, lijkt het eerder zo'n 15.000 tariefartikelen te betreffen die een kleine 40% van de wereldhandel omvatten.:204 De Verenigde Staten vroegen de Britten om een einde te maken aan de preferentiële handel met hun Gemenebest, maar na de oorlog en de sterlingcrisis van 1947 was het Verenigd Koninkrijk vrijwel failliet en ging niet akkoord. Om de onderhandelingen te laten slagen, maakten Amerikanen de grootste tariefreducties, wat mogelijk was door de sterke economische positie na de Tweede Wereldoorlog en het hoge niveau van hun tarieven. Deze verlagingen moesten de partners ook overtuigen van de Amerikaanse intenties om niet weer een hoge tariefmuur op te trekken. De verlagingen gaven de Europese landen een groter afzetgebied.
Het was ook de bedoeling geweest om de ITO op te richten tijdens deze ronde, maar de Verenigde Staten hadden bezwaren tegen een handhavende en regelgevende handelsorganisatie waarin zij slechts een van de stemmen had en zo bleef het bij een vrijblijvender overeenkomst: de GATT.:180-181, 202-207

#### Annecyronde (1949)
Een tweede ronde was geen vanzelfsprekendheid:
If one were asked in the early years of the General Agreement on Tariffs and Trade (GATT) whether or not it would survive long, his answer no doubt would have been very pessimistic.
Zonder organisatie, secretariaat en vrijwel geen budget kwam het toch tot een volgende ronde. Nu werd niet tussen de bestaande 22 partijen – China was een van de oprichtende leden, maar verliet de overeenkomst in 1949 na de communistische revolutie – onderhandeld, maar alleen met de toetredende 11 landen en er werden 5000 artikelen behandeld.:181

#### Torquayronde (1950-51)
In 1951 zouden de bestaande afspraken verlopen en daarop werd in het najaar van 1950 begonnen met nieuwe onderhandelingen voor de derde ronde. Daarbij werden afspraken gemaakt met zowel de bestaande partijen als met de 6 toetredende landen, waaronder West-Duitsland dat met de Verdragen van Parijs een groot deel van de soevereiniteit terug had gekregen. De meeste bestaande afspraken werden doorgezet en daarnaast werden er 8700 artikelen toegevoegd. Voortgang werd echter gehinderd doordat de Brits Gemenebest niet al te grote reducties wilden maken, omdat de tarieven dan in de buurt van hun onderlinge tarieven zouden komen. Daarnaast was door de verlagingen de onderhandelingsmacht van de landen die sinds de Conventie van Oslo van 1930 al lage tarieven hadden langzaam verdwenen en had president Truman definitief een streep gezet door de ITO.:181

### Ontwikkelingslanden, EEG en de lange termijn

#### Genèveronde (1955-56)
Ondanks dat Japan zich na het terugkrijgen van de soevereiniteit met het Vredesverdrag van San Francisco bij GATT voegde, had de vierde ronde maar 22 deelnemers. Een voorstel om in plaats van de ITO tot de Organization for Trade Cooperation (OTC) te komen werd ook afgewezen door de Amerikanen en daarop stond deze ronde in het teken van de langetermijntoekomst van de GATT. Zo werd artikel XVIII over jonge opkomende industrieën herschreven, waarbij de afspraken hierin als uitzonderingen op het beleid werden gezien en niet als afwijkingen, werd het vetorecht verwijderd en werden kwantitatieve beperkingen voor jonge industrieën verruimd. Ook werden de kwantitatieve beperkingen verruimd voor ontwikkelingslanden die problemen hadden met de betalingsbalans. Voor de ontwikkelingslanden werd ook een derde aanpassing gemaakt en werd artikel XXVIII bis toegevoegd waarin erkend wordt dat wederkerigheid van groot belang is bij tariefonderhandelingen en daarbij minder-ontwikkelde landen soepeler te behandelen en niet om volledige wederkerige liberalisering te vragen. Desondanks daalde het aandeel van de ontwikkelingslanden in de wereldhandel en deze zochten dan ook steeds meer de grenzen op van de afspraken. Ondanks hun bezwaren lieten de ontwikkelde landen dit toe om de GATT te laten slagen, ook in het licht van de voortdurende Koude Oorlog. Tijdens deze achtergrond werd tijdens de vierde ronde zo'n twee vijfde van de internationale handel onder de afspraken gebracht.:181-182

#### Dillonronde (1961-62)
De zorgen over de ontwikkelingslanden leidden ertoe om een groep onder leiding van Gottfried Haberler een rapport te laten schrijven. In 1958 bracht deze Trends in International Trade uit dat aantoonde dat de prijzen voor landen met primaire producten gedaald waren en die voor industriële producten gestegen. Daarnaast was er de moeilijkheid hoe om te gaan met economische integratie van de zes landen binnen de GATT die in 1951 de Europese Gemeenschap voor Kolen en Staal (EGKS) oprichtten en in 1958 de Europese Economische Gemeenschap (EEG). De Amerikaanse onderminister van Buitenlandse Zaken Dillon initieerde daarop de vijfde ronde waarin de tarieven van de zes landen gelijkgetrokken moesten worden. Landbouwproducten werden door de VS en de EEG echter zoveel mogelijk buiten de onderhandelingen gehouden, aangezien hun beleid bestond uit prijsondersteuning, in 1962 door de EEG vastgelegd in het Gemeenschappelijk landbouwbeleid (GLB). De VS was hier zeer kritisch over, aangezien er eerder geen of vrijwel geen heffingen op hun landbouwproducten werden geheven, maar gaven uiteindelijk toe om de Europese integratie te laten slagen. Ook werden er zo'n 4000 tariefconcessies gedaan voor 4,9 miljard dollar aan handel. Ook werd overeengekomen dat voor de Overeenkomst op lange termijn inzake de handel in katoenprodukten (LTA) een uitzondering werd gemaakt waardoor quota konden worden ingesteld voor katoen-exporterende landen. De ontwikkelingslanden kregen wel erkenning dat er geen heffingen meer moesten zijn voor tropische producten, maar dit leidde maar tot weinig concrete resultaten.:182-183 Onvrede over achterblijvende resultaten voor de ontwikkelingslanden leidde in 1964 tot de oprichting van United Nations Conference on Trade and Development (UNCTAD).

### Consolidatie

#### Kennedyronde (1963-1967)
| Partij                   | Tarieven voor | Tarieven na | Vermindering | Invoer (MFN) Miljard $ (1964) |
| ------------------------ | ------------- | ----------- | ------------ | ----------------------------- |
| Verenigde Staten         | 9,2%          | 5,9%        | -36%         | 12                            |
| Japan                    | 7,3%          | 4,5%        | -39%         | 5                             |
| EEG (6)                  | 7,7%          | 4,8%        | -37%         | 16                            |
| Verenigd Koninkrijk      | 12,0%         | 7,2%        | -40%         | 7                             |
| Totaal van deze partijen | 8,9%          | 5,5%        | -38%         | 41                            |

In de zesde ronde was voor de Verenigde Staten de groei van de Europese interne markt de grootste zorg, door president Kennedy benoemd in zijn Special Message to the Congress on Foreign Trade Policy uit 1962. De Verenigde Staten waren weliswaar voorstander van verdere integratie en groei van de EEG om de kans op oorlog te verminderen en vanuit de containmentpolitiek om de expansie van het communisme tegen te houden, maar zagen hoge Europese heffingen niet zitten. Een Atlantisch verbond moest de banden verstevigen. Met de invoering van de Trade Expansion Act verkreeg Kennedy in 1962 het mandaat om een nieuwe ronde te beginnen, daarbij communistische landen uitsluitend. Zo begonnen de onderhandelingen in 1964 met 66 landen, waarbij de nadruk lag op de liberalisering van de markt voor landbouwproducten, het verbeteren van de positie van ontwikkelingslanden en het verminderen van niet-tarief gebonden handelsbarrières of niet-tarifaire belemmeringen. Het was de eerste keer dat de EEG onderhandelde in plaats van de individuele lidstaten en ook werd er nu onderhandeld over brede handelscategorieën in plaats van individuele artikelen.
In naam waren alle rondes multilateraal, maar tot dan was het vooral een combinatie van bilaterale overeenkomsten die door het MFN-principe een multilateraal karakter kregen. Vanaf deze ronde werden de onderhandelingen meer multilateraal, of in ieder geval plurilateraal. Multilateraal overleg heeft als belangrijk voordeel dat asymmetrische verhoudingen dat handhaving bij het niet nakomen van afspraken richting een partner door andere partners gedaan kan worden. Dit maakt het een multilateraal prisoner's dilemma, omdat alle landen beter af zouden zijn bij een mondiale vrijhandel dan bij een Nash-evenwicht. In een voorbeeld met drie landen waarbij land A netto importeert van land B, andersom met land C en land B netto importeert van land C hebben deze bilateraal een ongelijke onderhandelingsmacht. Land A kan land C niet straffen voor heffingen, maar kan wel een beroep doen op land B om land C heffingen op te leggen.:159
In 1967 werd de ronde besloten met afspraken over handel ter waarde van zo'n 40 miljard dollar en een gemiddelde heffingsvermindering van 38%. Ook waren anti-dumpingrechten opgenomen. De verlagingen betroffen vooral de sectoren chemie, pulp en papier, machines en transportmiddelen. De landbouw was uiteindelijk echter grotendeels buiten schot gebleven, net als katoen, kleding, staal en ijzer. De onderhandelingen waren mede moeizaam verlopen doordat de nodige Europese landen preferentiële handelsovereenkomsten aangingen met voormalige koloniën, zoals de Overeenkomst van Yaoundé tussen de EEG en 18 voormalige Franse koloniën. Ontwikkelingslanden die buiten deze overeenkomst vielen, vroegen ook om een preferentiële behandeling. Dit werd in deze ronde niet meegenomen, maar in 1968 vastgelegd in het algemeen preferentieel systeem (APS, of generalized system of preferences, GSP) van UNCTAD. Voor ontwikkelingslanden was in de zesde ronde vooral van belang dat er werd vastgesteld dat zij niet wederkerig hoefden te zijn. Zij kwamen dan ook maar in zeer beperkte mate met heffingsverminderingen.:183-185, 208

#### Tokioronde (1973-1979)
| Partij                   | Tarieven voor | Tarieven na | Vermindering | Invoer (MFN) Miljard $ (1977) |
| ------------------------ | ------------- | ----------- | ------------ | ----------------------------- |
| Verenigde Staten         | 6,3%          | 4,3%        | −32%         | 78                            |
| Japan                    | 5,4%          | 2,7%        | −50%         | 32                            |
| EEG (9)                  | 6,5%          | 4,6%        | −29%         | 62                            |
| Totaal van deze partijen | 6,2%          | 4,1%        | −34%         | 172                           |

Eric Wyndham White, directeur-generaal van GATT, probeerde het momentum voort te zetten, maar de partijen hadden op dat moment andere prioriteiten en gaven geen voorrang aan verdere liberaliseringen. Zo wilde de VS geen afstand doen van de American selling price (ASP) waarbij heffingen gebaseerd werden op de prijs van een gelijkwaardig Amerikaans goed en niet de prijs in het land van productie. Eind jaren 1960 kwam het systeem van Bretton Woods echter onder druk door de geldschepping in de Verenigde Staten om de Vietnamoorlog te financieren en de enorme dollarstroom richting de VS waarmee de naoorlogse leningen werden afbetaald. Om de recessie te beteugelen, liet president Nixon in 1971 op basis van de Economic Stabilization Act of 1970 de goudstandaard los en legde een opslag van 10% aan importheffingen op, de Nixon-schok. Dit was het begin van het einde en in 1973 hadden de meeste ontwikkelde landen de vaste wisselkoers ten opzichte van de dollar ongedaan gemaakt. Na decennia van voorspoed waarbij de Verenigde Staten concessies konden doen zonder dat de eigen welvaart er al te zeer onder leed, was het sentiment nu dat er te veel concessies waren gedaan. Het handelstekort, het Gemeenschappelijk landbouwbeleid van de EEG en het EEG-lidmaatschap van het Verenigd Koninkrijk in 1973 waren aanleiding voor de Verenigde Staten om nieuwe onderhandelingen te willen beginnen. De EEG was echter druk met de interne consolidatie en met de uitbreiding van het aantal lidstaten en voelde aanvankelijk weinig voor een nieuwe ronde, maar met het einde van Bretton Woods werden wisselkoersen een belangrijk onderwerp en daarnaast wilden zij af van de ASP.
Zo begon in 1973 de Tokioronde. In de openingsverklaring was aandacht voor de positie van de minst ontwikkelde landen. Hoewel de ronde nog steeds gedomineerd werd door de ontwikkelde landen, sloten zich ook bijna 30 ontwikkelingslanden aan, het totaal aantal landen op 102 brengend. De ontwikkelde landen ondervonden echter de oliecrisis van 1973, de beurskrach van 1973-74 en de recessie van 1973-1975 met groeiende werkloosheid en stagflatie, waardoor serieuze onderhandelingen pas jaren later begonnen.
Door de crises hadden ze te maken met een binnenlandse roep voor protectionisme en minder liberaliseringen en legden dan ook de nadruk niet op het verminderen van heffingen, maar op andere zaken om handelsbarrières te verminderen. Vooral landbouw bleef een struikelblok tussen de EEG en de VS en dit hield de besprekingen op, tot in 1977 zaken als markttoegang en subsidies van tafel gingen. Uiteindelijk werd op dat gebied alleen een akkoord gesloten over rundvlees en zuivelproducten. Meer succes hadden tropische producten die een prioriteitsstatus kregen en door de meeste ontwikkelde landen vrijgesteld werden van heffingen. Dat gold vooral voor koffie, thee en cacao en in mindere mate voor vis, suiker en tabak. De heffingsverminderingen betroffen een bedrag van 126 miljard dollar, waarbij de VS de gemiddelde heffingen van 6,3 verlaagde naar 4,3% en de EEG van 6,5% naar 4,6%. Veel landen maakten gebruik van de Zwitserse formule, een tariefverlagende niet-lineaire formule waarbij hogere heffingen meer worden afgebouwd dan lagere heffingen. De tarieven voor grondstoffen daalden gemiddeld 64%, voor halffabricaten gemiddeld 30% en 34% voor eindproducten.
De ontwikkelingslanden gaven de voorkeur aan GSP, terwijl de ontwikkelde landen stelden dat ook MBN voordelen voor hen had. Het waren echter vooral de APS-heffingen die verminderd werden en het APS-principe werd ook onderdeel van GATT via de machtigingsclausule. Daarop zette de EEG in 1971 het Schema van algemene preferenties  van  de Gemeenschap op. Ondanks protesten van ontwikkelingslanden werd er ook een graduatiemechanisme opgenomen waarmee ontwikkelingslanden meer verplichtingen kregen naarmate hun situatie verbeterde.
Ook werden er codes opgenomen op het gebied van:
- ad valorem-rechten die als een percentage van de waarde van de goederen worden geheven om op een meer uniforme wijze te rekenen
- het vereenvoudigen van importadministratie
- het vergroten van concurrentie bij overheidsopdrachten
- het beheersen van subsidies
- het tegengaan van het gebruik van nationale normen om buitenlandse producten te weren en een anti-dumpingovereenkomst.

Veel ontwikkelingslanden tekenden de codes niet, waarmee ze hun invloed op de codes verloren, terwijl ze er via het MBN-principe veelal wel aan gebonden waren. Er werd geen vrijwaringsclausule opgenomen, wat wel gezien werd als belangrijke tekortkoming van deze ronde, en ook vrijwillige exportbeperkingen (voluntary export restraints, VER) werden niet uitgefaseerd. Vooral voor de Aziatische Tijgers was het teleurstellend dat landbouwproducten, levensmiddelen, textiel, kleding, ijzer- en staalproducten, consumentenelektronica en scheepsbouw nauwelijks aan bod kwamen. De frustraties bleek uit de woorden van de woordvoerder voor de ontwikkelingslanden:
it was difficult for the developing countries to determine what additional benefits were obtained in the negotiations, since the results did not correspond to their aspirations as expressed in the Tokyo Declaration.
Desondanks was dit de eerste keer dat ontwikkelingslanden een belangrijke bijdrage leverden aan de GATT-besprekingen en zou hun belang daarna toenemen.:185-189, 208-209

#### Na de Tokioronde (1979-1986)
In 1981 voerde president Reagan met de Economic Recovery Tax Act of 1981 drastische belastingverlagingen in om een einde te maken aan de recessie door middel van aanbodeconomie en het doorsijpel-effect. Japan werd dat jaar aangezet om een vrijwillige exportbeperking in te voeren voor auto's en de jaren daarna werd de staalimport uit Brazilië, de EEG, Japan en Mexico onder meer op grond van anti-dumpingheffingen gelimiteerd. Paul Volcker zette als voorzitter van het Federal Reserve System een strikt monetair beleid in om de (prijs)inflatie te beteugelen. Hiertoe werd het federal funds rate in 1981 tot 20% verhoogd, terwijl de prime rate steeg tot 21,5%, de Volckerschok. Dit zette wereldwijd de recessie van 1982-84 in gang, de Latijns-Amerikaanse schuldencrisis en de spaarbankencrisis in de VS (savings-and-loan-crisis, S&L-crisis). Toenemend protectionisme en een noord-zuid-tweedeling dreigden, waarop in 1982 opnieuw gesprekken begonnen. Opnieuw bleek landbouw een splijtzwam doordat de VS, Australië en Nieuw-Zeeland stelden niet alleen buitengesloten te zijn van de Europese interne markt, maar door de zware Europese landbouwsubsidies ook van andere markten. Voor de EEG was de multifunctionaliteit van de landbouw – de niet-handelgeralteerde voordelen van landbouw als voedselzekerheid, plattelandsontwikkeling, werkgelegenheid, milieubescherming en armoedebestrijding – van dusdanig groot belang dat dit was opgenomen in het Verdrag tot oprichting van de Europese Economische Gemeenschap uit 1957. Volgens de EEG was het Gemeenschappelijk landbouwbeleid niet alleen in lijn met GATT, maar ondersteunde de VS de eigen landbouw in sterke mate. In 1985 begon de VS met de ondersteuning van de landbouwexport met het Export Enhancement Program (EEP). Een ander twistpunt was het Amerikaanse verzoek om ook diensten in de overeenkomst te betrekken, iets waar de ontwikkelingslanden op tegen waren. De besprekingen verliepen dan ook stroef en betekenden bijna het einde van GATT. De VS zochten daarna regionale overeenkomsten, waarvan het Caribbean Basin Initiative (CBI) in 1983 de eerste was, in 1985 gevolgd door het United States-Israel Free Trade Agreement (FTA). Deze meersporenaanpak moest een alternatief zijn voor landen die volgens de VS steeds meer obstakels opwierpen, waarbij vooral naar Japan werd gekeken.
Onder ontwikkelde landen groeide daarna de behoefte aan een volgende ronde, maar veel ontwikkelingslanden vreesden dat de voor hen belangrijke onderwerpen onderbelicht zouden blijven. In 1985 besloten de handelsministers van de Organisatie voor Economische Samenwerking en Ontwikkeling (OESO) dat er een voorbereidende vergadering gehouden moest worden en dat het van belang was dat ook de ontwikkelingslanden deelnamen. Vooral Brazilië en India stelden voorwaarden voor de onderhandelingen konden beginnen, waaronder het afschaffen van de multivezelregeling (multi fibre arrangement, MFA) die in 1974 in de plaats was gekomen van de LTA en het opnemen van de vrijwaringsclausule. Hierover kon geen overeenstemming worden bereikt, waarop de VS een sessie van partijen als enige uitweg zag, aangezien hier een twee derde meerderheid voldoende was. Zo werd overeengekomen om in 1986 een nieuwe ronde te beginnen.:189-190

### Richting WTO

#### Uruguayronde (1986-1995)
| Partij                   | Tarieven voor | Tarieven na | Vermindering | Invoer (MFN) Miljard $ (1988) |
| ------------------------ | ------------- | ----------- | ------------ | ----------------------------- |
| Verenigde Staten         | 5,4%          | 3,5%        | −35%         | 297                           |
| Japan                    | 3,9%          | 1,7%        | −56%         | 133                           |
| EEG (12)                 | 5,7%          | 3,6%        | −37%         | 197                           |
| Totaal van deze partijen | 5,2%          | 3,1%        | −39%         | 627                           |

De voorbereidende vergaderingen verliepen zeer moeizaam. De ontwikkelingslanden zagen de pogingen om diensten, intellectueel eigendom en internationale investeringen toe te voegen aan de overeenkomst niet zitten, aangezien dit de economische politiek om de economie te interveniëren zou beperken. Daarop vormde de Europese Vrijhandelsassociatie (EVA) met Australië, Canada en Nieuw-Zeeland een werkgroep waarvoor zij 20 welwillende ontwikkelingslanden uitnodigden. Later voegden ook de EEG, de VS en Japan zich hierbij. De werkgroep kwam met een compromis waarbij zowel meer liberalisering als meer discipline en voorspelbaarheid werd gevraagd en het voorstel om de drie nieuwe onderwerpen apart te behandelen.
Zo kon de Uruguayronde van start gaan en het werd de meest uitgebreide ronde tot dan toe, met als onderwerpen tarieven, niet-tarifaire maatregelen, tropische producten, natuurlijke hulpbronnen, textiel en kleding, landbouw, GATT-artikelen, vrijwaringsmaatregelen, de codes van de Tokioronde, subsidies en compenserende maatregelen, geschillenbeslechting, intellectuele-eigendomsrechten, investeringen, diensten en het functioneren van het GATT-systeem. Voor alle 15 onderwerpen werd een onderhandelingsgroep ingesteld, waarvan landbouw, vrijwaringsmaatregelen, intellectuele-eigendomsrechten en  textiel en kleding de meest weerbarstige bleken. Op het gebied van landbouw eiste de VS dat de EEG de subsidies volledig afbouwde, iets wat de EEG maar in beperkte mate bereid was. Ook de Cairns-groep onder leiding van Australië stond verdere liberalisering voor en afbouw van zowel het Europese GLB als het Amerikaanse EEP, daarbij het protectionisme vervangend door het neoliberalisme. In 1987 stelde de VS voor om marktverstorende subsidies te vervangen door marktneutrale subsidies waarmee boeren ondersteund konden worden zonder prijssteun. De EU kon zich hierin vinden, maar desondanks zou landbouw de voortgang jarenlang tegenhouden, tot de EEG besloot het Gemeenschappelijk landbouwbeleid te herzien met wat de MacSharry-hervorming zou worden en in 1992 dit struikelblok genomen kon worden. Door de jarenlange vertraging, het afsluiten van de Noord-Amerikaanse Vrijhandelsovereenkomst (NAFTA) en de verkiezing van een nieuwe Amerikaanse president dreigde echter het momentum te verdwijnen en ook de aandacht voor andere zaken dan landbouw. President Clinton kreeg echter een verlenging van het mandaat van zijn voorganger en na bilaterale onderhandelingen tussen de VS en de EG kon eind 1993 een akkoord worden bereikt.:190-192

#### Uitkomst Uruguyronde
Het ruim 26.000 pagina's tellende Marrakesh-Akkoord begint met de 12 pagina's tellende Overeenkomst tot oprichting van de Wereldhandelsorganisatie, het WTO-charter. Daarop volgen 4 bijlagen, waarvan de overeenkomsten in de eerste 3 als single-undertaking bindend waren voor alle partijen, terwijl die in de laatste bijlage alleen golden voor ondertekenende landen. Bijlage 1 bestaat uit de GATT 1994, de Algemene Overeenkomst betreffende de handel in diensten (GATS) en de Overeenkomst inzake de handelsaspecten van de intellectuele eigendom (TRIPs). Bijlage 2 betreft de geschillenbeslechting, bijlage 3 de Regeling inzake toetsing van het handelsbeleid (TPRM) en bijlage 4 de plurilaterale handelsovereenkomsten, namelijk de Overeenkomst inzake de handel in burgerluchtvaartuigen, de Overeenkomst inzake overheidsopdrachten, de Internationale Overeenkomst inzake zuivel en de Internationale Overeenkomst inzake rundvlees. Het overgrote deel bestaat met 22.500 pagina's uit de verbintenissen (commitments) van individuele verdragspartijen. Daarin worden de heffingen voor industriële goederen door de ontwikkelde landen over vijf jaar verminderd van gemiddeld 6,3 naar 3,8% en nam het aantal belastingvrije tarieflijnen toe van 20 naar 44%. Het aantal tariefartikelen met een tarief van meer dan 15% – de piektarieven – verminderde van 14 naar 10%.
Mede doordat bij deze ronde ook landbouw was meegenomen, steeg het aantal gebonden tarieven – het tariefplafond voor een bepaalde goederengroep – van ontwikkelde landen toe van van 78 tot 99%, van transitie-economieën van 73 naar 98% en van ontwikkelingslanden van 21 naar 73%, wat de wereldhandel stabieler maakte. De Overeenkomst inzake de landbouw om de handel in landbouwproducten te liberaliseren, richtte zich op markttoegang, interne steun en uitvoersubsidies. De markttoegang moest verbeterd worden door een minimale markttoegang en tarificatie – alle beschermingsmaatregelen aan de grenzen omzetten in douanerechten – om vervolgens de gemiddelde tarieven met 37% te verlagen en die van tropische producten zelfs met 43%. Interne steun kan bestaan uit de oranje, blauwe en groene doos. De oranje doos of geaggregeerde steun (aggregate measurement of support, AMS) bestaande uit prijs- en productiesteun moest deels worden afgebouwd, de blauwe doos met aanbodprogramma's mocht het niveau van 1992 niet overschrijden en de groene doos bestaande uit enerzijds zaken als onderzoek, opleiding, binnenlandse voorraden en infrastructuur en anderzijds van de productie losgekoppelde betalingen aan producenten om inkomen en veiligheid te waarborgen mocht in zijn geheel blijven bestaan. Exportsteun moest in zes jaar tijd met 36% worden verlaagd.
Drie categorieën bleven achter en verminderden slechts tussen de 18 en 26%. Na de Uruguayronde gold voor textiel en kleding een gemiddelde van 15,5%, voor leer, rubber en schoeisel een gemiddelde van 8,9% en voor transportmateriaal een gemiddelde van 7,5%. Bij hout, pulp, papier, metalen, niet-elektrische machines, minerale producten en andere industrieproducten waren daarentegen verminderingen van 52 tot 69%, zodat de gemiddelde tarieven hier tussen de 1,1 en 2,4% kwamen te liggen.
De Overeenkomst inzake textiel en kleding maakte over een periode van tien jaar een einde aan de multivezelregeling, iets waarbij vooral de ontwikkelingslanden gebaat waren. Desondanks behoorde deze categorie dus nog tot die met de hoogste tarieven.
De Overeenkomst inzake vrijwaringsmaatregelen stelde duidelijkere grenzen aan het gebruik van vrijwaringsmaatregelen en maakte een einde aan de praktijk van vrijwillige exportbeperkingen. Geschillenbeslechting moest verlopen via de geschillencommissie van de Wereldhandelsorganisatie volgens een strikte procedure en het werd onmogelijk gemaakt om verliezende landen een maatregel alsnog te laten blokkeren.
Met GATS werd ook voor diensten gepoogd om handelsbelemmeringen te beperken en maakt daarbij onderscheid tussen grensoverschrijdende handel, consumptie in het buitenland, commerciële aanwezigheid en aanwezigheid van natuurlijke personen.
Met TRIPs werd een balans gezocht tussen enerzijds de bescherming van de intellectuele eigendom die nodig is om vernieuwingen te stimuleren door het mogelijk te maken onderzoeks- en ontwikkelingskosten terug te verdienen en anderzijds het voorkomen van misbruik van deze bescherming om de internationale handel verstoren door te voorkomen dat een product of merknaam in een bepaald land verkocht worden.:192-196, 209

#### Nasleep Uruguyronde
Hoewel er het nodige bereikt was in de Uruguayronde, viel er nog veel te winnen. Van de meer dan 30 onderwerpen had GATS een grote prioriteit, aangezien deze nog maar weinig effectief was. Ook werden pogingen gedaan om de transparantie van de WTO te vergroten. Het toenemend aantal regionale handelsovereenkomsten (RTA's) was ook een punt van zorg, waartoe de Committee on Regional Trade Agreements (CRTA) werd opgezet om na te gaan in hoeverre deze voldeden aan de WTO-regels. In 1997 werd de Overeenkomst inzake informatietechnologie (ITA) afgesloten waarmee zo'n driehonderd IT-producten belastingvrij werden.
Om nieuwe afspraken te maken werd in 2001 begonnen met de Doha-ronde.:196-197, 210

## Groei internationale handel
| Jaar                               | Bevolking | Bbp   | Bbp per capita | Export |
| ---------------------------------- | --------- | ----- | -------------- | ------ |
| 0 - 1000                           | 0,02%     | 0,01% | 0,00%          |        |
| 1000 - 1500                        | 0,10%     | 0,15% | 0,05%          |        |
| 1500 - 1820                        | 0,27%     | 0,32% | 0,05%          |        |
| 1820 - 1870                        | 0,40%     | 0,93% | 0,53%          |        |
| 1870 - 1913 (liberale tijdperk)    | 0,80%     | 2,11% | 1,30%          | 3,40%  |
| 1913 - 1950                        | 0,93%     | 1,85% | 0,91%          | 0,90%  |
| 1950 - 1973 (gouden tijdperk)      | 1,92%     | 4,91% | 2,93%          | 7,88%  |
| 1973 - 1998 (neoliberale tijdperk) | 1,66%     | 3,01% | 1,33%          | 5,07%  |

Tussen 1950 en 1999 groeide de internationale handel aanmerkelijk sneller dan het brutowereldproduct. Waar die laatste zo'n zesmaal groter werd, werd de uitvoer zo'n twintigmaal groter. Deze groei was zo'n tweemaal sneller dan tijdens het liberale tijdperk tussen 1870 en 1914. Daarmee was die groei van historisch ongekende omvang. De groei was daarbij veel sterker voor industriële producten dan voor landbouwproducten, brandstof en mijnbouwproducten.
Die sterke economische groei was mogelijk door de bevolkingsgroei, de beschikking over goedkope energie en de vooruitgang in de wetenschap en technologie die al eerder was begonnen. Bretton Woods lag aan de basis van de economische stabiliteit waardoor bedrijven zich wereldwijd konden vestigen. De vooruitgang in de technologie was mogelijk door schaalvergroting in de luchtvaart en vooral de scheepvaart, waar steeds grotere tankers, maar vooral containerschepen een enorme relatieve daling van de transportkosten inzetten, waarbij de voortschrijdende informatietechnologie de groei beheersbaar hield.
Al deze factoren versterkten elkaar tot de great acceleration. In hoeverre GATT daaraan heeft bijgedragen, is onderwerp van verschillende onderzoeken geweest, enerzijds gericht op de toename zelf en anderzijds op de stabiliteit van de handel. Daarbij werd onder meer gebruikgemaakt van het zwaartekrachtmodel van de bilaterale handel waarmee de omvang van de handel tussen twee landen voorspeld wordt op basis van de omvang van hun economieën en op basis van de onderlinge afstand. Aanvankelijk werden daarmee geen aanwijzingen voor een positieve invloed werden gevonden. Nader onderzoek maakte meer onderscheid tussen de verschillende groepen binnen de GATT en vond dat resultaten afhankelijk waren van hoe landen hun lidmaatschap gebruikten, met wie er onderhandeld wordt en over welke producten. De industrielanden hadden actiever deelgenomen aan de onderhandelingen dan de ontwikkelingslanden en kenden grotere toename van de handel. Ook nam bilaterale handel meer toe als beide partners de liberalisering doorvoerden dan wanneer slechts een van de twee dat deed. Verder zagen sectoren die niet werden geliberaliseerd geen toename van de handel. Al met al werd een toename in export van 120% geschat door de GATT.
Een tekortkoming van de nodige onderzoeken met het zwaartekrachtmodel is dat er alleen positieve bilaterale handelsstromen mee werden genomen. Daarmee konden nieuwe handelsrelaties niet meegenomen worden. Dit lijkt nu juist een van de voordelen van GATT-deelname, waarbij landen die eerder geen handelsrelatie kenden, binnen het GATT-raamwerk eerder tot elkaar komen. Daarbij speelt mee dat om een handelsrelatie te bestendigen de handelskosten voldoende laag moeten zijn. Naast de transportkosten bestaan de handelskosten uit transactiekosten en het zijn die laatste die door de GATT omlaag kunnen worden gebracht. Het onderzoek naar de handelsstabiliteit is niet eenduidig, ook door verschillen in gebruik van het zwaartekrachtmodel.:243-247
| Vergelijking volumegroei internationale handel en brutowereldproduct 1950 = 100 |
| --- |
| Vanwege een beveiligingsprobleem met de MediaWiki Graph-software is het momenteel niet mogelijk deze grafiek weer te geven. Zodra de software is bijgewerkt zal de grafiek vanzelf weer zichtbaar worden. |

## Tekortkomingen
Vanaf het begin werden belangrijke productgroepen uitgesloten van de onderhandelingen zoals landbouwgoederen, grondstoffen en diensten. Het was een multilateraal verdrag en actie werd alleen ondernomen als alle verdragspartijen dit wilden. Er ontbrak een rechtbank of iets vergelijkbaars om overtredingen aan te pakken. Nieuwe liberaliseringen over intellectuele eigendomsrechten en investeringen hadden ook geen plaats binnen de GATT.